# Koss City
Albums de Lord Kossity
The Real Don
(2001) El Indio
(2003)
Koss City est le quatrième album du musicien français Lord Kossity, sorti en 2002 sur le label Naïve Records.

## Liste des titres
| No  | Titre                          | Durée |
| --- | ------------------------------ | ----- |
| 1.  | Gangsta                        | 4:25  |
| 2.  | K.T.F. en place                | 3:41  |
| 3.  | Murda Dem (feat. Matt Houston) | 4:06  |
| 4.  | Interlude I                    | 0:51  |
| 5.  | My World                       | 4:20  |
| 6.  | Interlude II                   | 1:34  |
| 7.  | Apocalypse Now                 | 4:12  |
| 8.  | Gunshot (feat. Doc Gynéco)     | 4:39  |
| 9.  | Le Mack                        | 4:35  |
| 10. | K.T.F. crew                    | 4:05  |
| 11. | Interlude III                  | 0:32  |
| 12. | Hardcore Session               | 3:57  |
| 13. | Gladiator II                   | 4:42  |
| 14. | La vie est une skettel         | 4:04  |
| 15. | Bomb Ass                       | 3:23  |
| 16. | Interlude IV                   | 1:27  |
| 17. | Na na na                       | 3:49  |
| 18. | Interlude V                    | 2:50  |